# Peyret-Mauboussin XI
Le Mauboussin XI, plus connu comme Peyret-Mauboussin XI, est un monoplan de tourisme conçu par Pierre Mauboussin et Louis Peyret en 1930. Il a été rendu célèbre par l'aviateur René Lefèvre qui a réalisé les raids Paris-Madagascar et Paris-Saïgon à ses commandes.

## Conception
Le PM XI est une version biplace du PM X. C'est donc un monoplan aile haute avec une cabine fermée. La moteur est un Salmson 40 ch.
Le PM-XI a été commandée 2 exemplaires : par l'État (Service technique de l'aéronautique) et par Pierre Mauboussin.
Il a été mis au point en juillet 1930 à Orly par Charles Fauvel.

## Exploitation

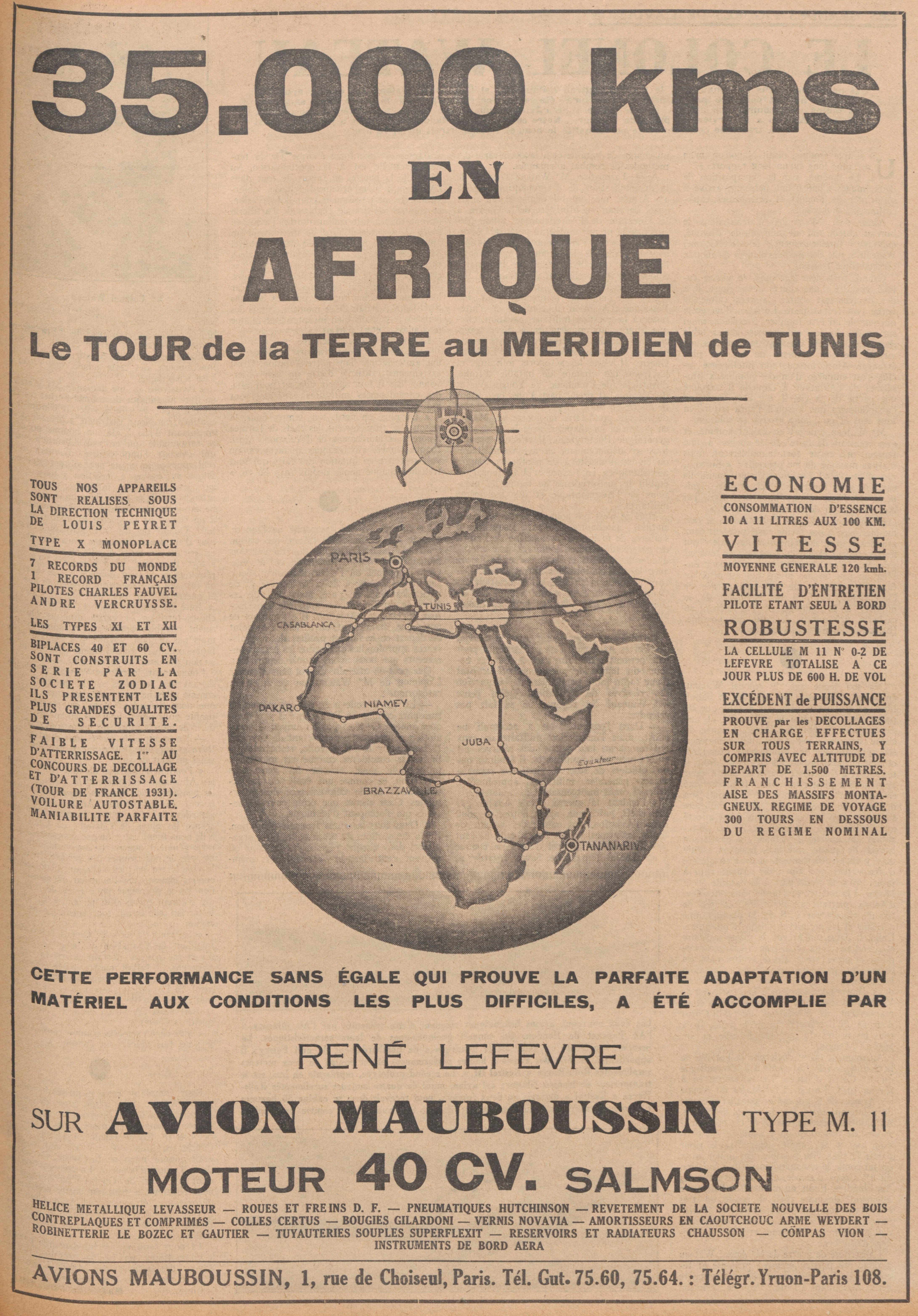

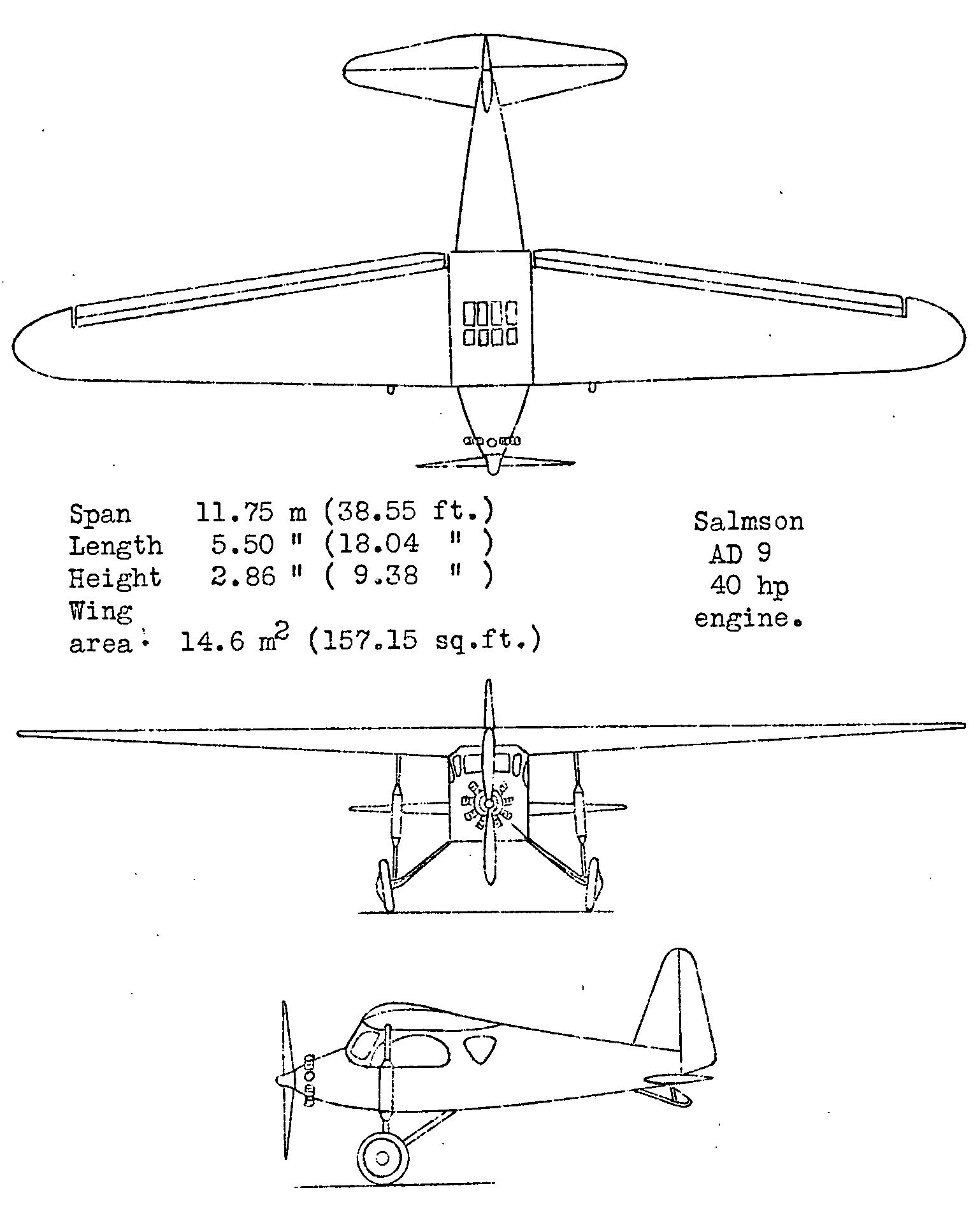

Dès son certificat de navigabilité obtenu, l'appareil de Pierre Mauboussin (immatriculé F-AJUL) est engagé dans le 2e challenge international de tourisme organisé par l'aéro-club d'Allemagne, mais son pilote Charles Fauvel est forfait à la suite d'un accident dû au mauvais temps. Réparé, il participe au printemps 1931 au tour de France aérien.
En décembre 1931, René Lefèvre décolle d'Orly pour mener un Raid de Paris à Madagascar (11 500 km aller-retour). L'aviateur qui est déjà renommé pour avoir participé à la première traversée française de l'atlantique nord vient de parcourir le même trajet avec un Potez 36 de 95 ch.
Tout l'enjeu est ici de démontrer qu'il est possible de réaliser le même périple avec un avion de faible puissance avec une faible consommation.
Au retour de René Lefèvre, le 2 juin 1932 au Bourget, l'opération est un succès. L'appareil a consommé 1 200 l d'essence et 40 l d'huile, c'est-à-dire une consommation très économe avec un coût de revient estimé à 40 centimes par kilomètre.
En 1932, le moteur Salmson 40 ch jugé vieillissant est remplacé par un Salmson de 60 ch afin que l'appareil à présent appelé M 110 (ou PM 110) participe à un Challenge international des avions de tourisme en Allemagne aux côtés du M 112.
Acquis par René Lefevre, l'appareil est transformé (moteur Salmson 45 ch, nouvelles roues et amortisseurs) et devient leM 111 (ou PM 111). L'aviateur se lance alors à la conquête du prix créé par le président de la République pour récompenser l'aviateur qui relierait Paris à Saïgon en moins de quinze jours à bord d'un avion de tourisme. Lors de sa deuxième tentative en décembre 1932, René Lefèvre effectue le trajet en dix jours, sept heures et cinquante huit minutes.
L'appareil est revendu plusieurs fois de 1935 à 1938. Avec plus de 10,000 km parcourus il est réformé après guerre.
De son côté, l'appareil 01 du STAé est livré en février 1932 et réformé en 1934 après avoir volé seulement une centaine d'heures.

## Variantes
- PM XI : Moteur Salmson 40 ch (version originelle)

Le PM XI-02 appartenant à Pierre Mauboussin est modifié en 1932 dans les versions suivantes :
- M 110 : moteur Salmson 60 ch
- M 111 : moteur Salmson 40 ch

Ces deux types sont parfois appelés M 11.

## Autres caractéristiques
Le PM XI-02 (immatriculé F-AJUL) est exposé au Musée régional de l'air d'Angers-Marcé.